# PGC 39359
LEDA/PGC 39359 ist eine Linsenförmige Galaxie vom Hubble-Typ SA0 im Sternbild Drache am Nordsternhimmel. Sie ist schätzungsweise 123 Millionen Lichtjahre von der Milchstraße entfernt und hat einen Durchmesser von etwa 50.000 Lichtjahren.
Im selben Himmelsareal befinden sich die Galaxien NGC 4210, NGC 4221, NGC 4256, PGC 2679484.